# Костилєв Олександр Олегович
Олександр Олегович Костилєв (нар. 2 жовтня 1997, Київ, Україна), більш відомий як s1mple — професійний український кіберспортсмен у дисципліні Counter-Strike: Global Offensive.
Найкращий гравець Counter-Strike: Global Offensive 2018, 2021 та 2022 років за версією порталу HLTV, вважається одним з найкращих гравців в історії Counter-Strike. У 2021 році в складі команди Natus Vincere став переможцем і MVP PGL Major Stockholm 2021.
У жовтні 2023 року оголосив про призупинення кар'єри професійного гравця.

## Життєпис
Народився 2 жовтня 1997 року. У віці чотирьох років за рекомендацією старшого брата почав грати в Counter-Strike. У 2012 році придбав Counter-Strike: Global Offensive одразу після її виходу, а роком пізніше приєднався до своєї першої професійної команди.
18 листопада в рамках партнерства NaVi та United 24 пожертвував 100 тисяч доларів. Зазначалося, що кошти підуть на придбання карети швидкої допомоги, а збирати кошти планувалося і в рамках благодійного турніру.

## Кар'єра

### Початок: 2014—2016
Вперше виступив як гравець команди LAN DODGERS, проте незабаром був підписаний до Courage Gaming. Приблизно у вересні 2014 року Костилєв підписав контракт з організацією Hellraisers, де приєднався до складу гравців ANGE1, Dosia, Kucher, та Markeloff, останнього з яких s1mple вважає своїм кумиром.
У січні 2015 року Костилєва було виключено зі складу Hellraisers через його провокаційні коментарі про німців і бан від ESL. Сам s1mple стверджує, що бан був отриманий ще в Counter-Strike 1.6 за читерство, однак за заявами ESL, це був внутрішньоігровий бан, коли Костилєв грав у CS:GO. Згодом бан був продовжений до 2016 року через ухилення від нього шляхом створення іншого акаунта.
Незабаром s1mple виступив за команду Flipsid3 Tactics, проте через вихід команди у півфінал на ESWC 2015 року його ігровий час скоротився. У цей період своєї кар'єри s1mple характеризувався як токсичний та грубий до своїх товаришів по команді гравець.
Після короткого періоду вивчення китайської мови в університеті, Костилєв переїхав до Лос-Анджелеса в США на початку 2016 року і приєднався до команди Team Liquid. У квітні 2016 року Team Liquid вийшла до півфіналу MLG Major Championship: Columbus, проте поступився майбутнім переможцям мейджора, Luminosity Gaming. Незважаючи на високий результат на найбільшому турнірі в грі, s1mple покинув команду, пославшись на тугу за батьківщиною.
Влітку того ж року Костилєв тимчасово повернувся до складу Team Liquid, з якою виступив на двох турнірах, замінивши Еріка «andreN» Хога, контракт з яким було розірвано. В такому складі команда зайняла друге місце на турнірі ESL One: Cologne 2016, а корпорація Valve додала у гру графіті на мапі Cache, присвячене моменту пострілу s1mple з AWP у повітрі проти команди FNATIC. Таким чином Team Liquid стала першою північноамериканською командою, що дійшла до фіналу мейджору.

### У складі Natus Vincere: 2016—2022
Після виходу з Team Liquid, s1mple перейшов до української команди Natus Vincere, де замінив Данила «Zeus» Тесленка.
У складі нової команди s1mple виграв ESL One: New York 2016, а також посів 4 місце в серед двадцяти найкращих гравців 2016 року за версією порталу HLTV.
Наприкінці січня 2017 року Natus Vincere покинули ELEAGUE Major 2017, програвши у чвертьфіналі команді Astralis з рахунком 1:2 і посівши 5—8 місця. Після вильоту з групового етапу на краківському мейджорі PGL Major Krakow 2017 з розгромним рахунком 1:3, NaVi змінили склад гравців, відправивши на лаву запасних Ладіслава «GuardiaN» Ковача і Дениса «seized» Костяна. Їх місце зайняли колишній учасник команди Данило «Zeus» Тесленко та s1mple, що був змушений взяти снайперську гвинтівку. Незважаючи на зміни у складі команди, NaVi не покращила свої показники і знайшла заміну вилученому Денису «Electronic» Шаріпову.
У 2017 році s1mple не досягнув особливих успіхів, але продовжував підтримувати свою власну форму з попереднього року. Цього року через відсутність результатів у команді s1mple опустився на чотири сходинки і посів 8 місце серед двадцяти кращих гравців року за версією порталу HLTV.
У січні 2018 року NaVi стали бронзовим призером ELEAGUE Major: Boston 2018, поступившись у півфіналі команді FaZe з рахунком 0:2. На початку того ж року бразильська організація MIBR намагалася підписати контракт з s1mple і Єгором «flamie» Васильєвим, проте через надто високу ціну, які запросили NaVi, угоду, що була близька до завершення, не було укладено.
Після двох других місць на Starladder & i-League StarSeries Season 4 та Dreamhack Masters Marseille, Na'Vi виграли свій перший турнір року на StarSeries & i-League Season 5, після чого здобули перемоги на CAC 2018 і ESL One Cologne 2018. Тоді ж s1mple став MVP (англ. Most Valuable Player; найціннійшим гравцем) на StarSeries і Dreamhack Marseille, незважаючи на те, що його команда не виграла ці івенти. 
У тому ж році в Кельні Natus Vincere обіграли Astralis, найкращу команду на той час, проте поступились їм у фіналі на другому мейджорі року, FACEIT Major: London 2018, з рахунком 0:2. В листопаді NaVi виграли свій фінальний івент року, BLAST Pro Series: Copenhagen 2018, а s1mple знову претендував на звання MVP.
Завдяки особистим досягненням, s1mple був номінований на перше місце в рейтингу двадцяти найкращих гравців 2018 року за версією порталу HLTV. Згідно зі статистикою HLTV, s1mple у 2018 році набрав найвищий індивідуальний рейтинг серед усіх попередніх кращих гравців. Водночас Костилєв вважався найкращим гравцем 2018 року, «який коли-небудь торкався CS:GO».
У 2019 році NaVi посіли 3 і 4 місця на першому мейджорі року. Костилєв підтримував свою форму 2018 року і отримав звання MVP на сьомому сезоні StarSeries. У тому ж році відбулися зміни у складі команди, Іоанна «Edward» Сухарєва було замінено Кирилом «Boombl4» Михайловим, що у тому ж році став лідером команди.
У 2021 році NaVi стартували у PGL Major Stockholm 2021 як головні фаворити після розгрому команди Gambit у фіналі свого регіонального рейтингового турніру. Залишившись непереможеними на етапі Legends у Стокгольмі, NaVi вийшли у плей-офф, де перемогли NiP. Під час цього мейджору NaVi увійшли в історію CS:GO як команда, що виграла мейджор, перемігши на кожній мапі, зіграній протягом турніру.
Гра s1mple на мейджорі, включно з рейтингом 2.26 HLTV на одній з двох карт проти Gambit у півфіналі, принесла йому звання MVP турніру. Наприкінці року Костилєв був визнаний найкращим кіберспортсменом на церемонії нагородження The Game Awards.

### Відхід від гри: 2023 — дотепер
26 жовтня 2023 року s1mple оголосив, що тимчасово відходить від професійних змагань з Counter-Strike, а з 31 жовтня його має замінити Ігор «w0nderful» Жданов.
Після виходу Counter-Strike 2, що замінила CS:GO незадовго до його відходу від професійної кар'єри, Костилєв критично відгукувався про гру, назвавши її «лайновою».
19 лютого 2024 року s1mple повернувся до професійних змагань з Counter-Strike, підписавши місячний контракт з саудівською командою Falcons, у складі якої він взяв участь в онлайн-івенті BLAST Premier Spring Showdown. Однак після першого ж програного матча, в якому Falcons програли Metisport у першому раунді, контракт було розірвано. 27 вересня того ж року було оголошено, що Костилєв повернеться до команди за новим контрактом, цього разу для участі в Perfect World Shanghai Major 2024 Europe RMR.
Після останніх місць на групових етапах ESL Challenger Katowice 2024 та Thunderpick World Championship, Falcons посіли передостаннє місце на Perfect World Shanghai Major 2024 Europe RMR. Після цих невтішних результатів Falcons оголосила, що не буде продовжувати термін контракту з Костилєвим.
5 травня 2025 року у NaVi повідомили, що Костилєв гратиме на правах оренди у складі американської команди FaZe Clan під час турнірів IEM Dallas 2025 та BLAST.tv Austin Major 2025, де замінить Хельвейса «broky» Саукантса, виведеного на лаву запасних. Вже 19 травня s1mple дебютував як найкращий гравець FaZe, але команда поступилася Team Liquid у верхній сітці групи В на старті IEM Dallas 2025. Матч завершився з рахунком 0:2 — 10:13 на мапі Ancient та 10:13 на мапі Inferno.

## Досягнення
| Місце                  | Турнір                                    | Місце проведення        | Дата                             |
| У складі Team Liquid   | У складі Team Liquid                      | У складі Team Liquid    | У складі Team Liquid             |
| ---------------------- | ----------------------------------------- | ----------------------- | -------------------------------- |
| 3                      | MLG Major Championship: Columbus          | Колумбус, США           | 29 березня — 3 квітня 2016       |
| 2                      | ESL One Cologne 2016                      | Кельн, Німеччина        | 5 липня — 10 липня 2016          |
| У складі Natus Vincere |                                           |                         |                                  |
| 1                      | ESL One: New York 2016                    | Нью-Йорк, США           | 30 вересня — 2 жовтня 2016       |
| 3                      | StarSeries Season 3                       | Київ, Україна           | 4 квітня — 9 квітня 2017         |
| 3                      | ESL One Cologne 2017                      | Кельн, Німеччина        | 7 липня — 9 липня 2017           |
| 3                      | ELEAGUE Major: Boston 2018                | Бостон, США             | 12 січня — 28 січня 2018         |
| 2                      | DreamHack Masters Marseille 2018          | Марсель, Франція        | 18 квітня — 22 квітня 2018       |
| 1                      | StarSeries Season 5                       | Київ, Україна           | 28 травня — 6 червня 2018        |
| 1                      | CAC 2018                                  | Шанхай, Китай           | 14 червня — 18 червня 2018       |
| 1                      | ESL One Cologne 2018                      | Кельн, Німеччина        | 3 липня — 8 липня 2018           |
| 3                      | ELeague CS:GO Premier 2018                | Атланта, США            | 21 липня — 29 липня 2018         |
| 2                      | FACEIT Major: London 2018                 | Лондон, Велика Британія | 5 вересня — 23 вересня 2018      |
| 2                      | EPICENTER 2018                            | Москва, Росія           | 23 жовтня — 28 жовтня 2018       |
| 2                      | BLAST Pro Series: Lisbon 2018             | Лісабон, Португалія     | 14 грудня — 15 грудня 2018       |
| 3                      | IEM Katowice 2019                         | Катовиці, Польща        | 13 лютого — 3 березня 2019       |
| 1                      | StarSeries Season 7                       | Шанхай, Китай           | 30 березня — 7 квітня 2019       |
| 3                      | ESL One Cologne 2019                      | Кельн, Німеччина        | 2 липня — 7 липня 2019           |
| 3                      | DreamHack Masters Malmö 2019              | Мальме, Швеція          | 1 жовтня — 6 жовтня 2019         |
| 3                      | ESL Pro League Season 10: Finals          | Оденсе, Данія           | 3 грудня — 8 грудня 2019         |
| 2                      | ICE Challenge 2020                        | Лондон, Велика Британія | 1 лютого — 6 лютого 2020         |
| 1                      | BLAST Premier: Spring 2020 Regular Season | Лондон, Велика Британія | 31 січня — 16 лютого 2020        |
| 1                      | IEM Katowice 2020                         | Катовиці, Польща        | 24 лютого — 1 березня 2020       |
| 2                      | ESL Pro League Season 12: Europe          | Європа (онлайн)         | 1 вересня — 4 жовтня 2020        |
| 2                      | IEM Beijing-Haidian 2020: Europe          | Європа (онлайн)         | 6 листопада — 22 листопада 2020  |
| 3                      | IEM Global Challenge 2020                 | Європа (онлайн)         | 15 грудня — 20 грудня 2020       |
| 1                      | BLAST Premier: Global Final 2020          | Європа (онлайн)         | 19 січня — 24 січня 2021         |
| 1                      | BLAST Premier: Spring Groups 2021         | Європа (онлайн)         | 4 лютого — 14 лютого 2021        |
| 1                      | DreamHack Masters Spring 2021             | Європа (онлайн)         | 29 квітня — 9 травня 2021        |
| 2                      | Blast Premier: Spring Finals 2021         | Європа (онлайн)         | 15 червня — 20 червня 2021       |
| 1                      | IEM Cologne 2021                          | Кельн, Німеччина        | 6 липня — 18 липня 2021          |
| 1                      | ESL Pro League Season 14                  | Європа (онлайн)         | 16 серпня — 12 вересня 2021      |
| 1                      | PGL Major Stockholm 2021                  | Стокгольм, Швеція       | 26 жовтня — 7 листопада 2021     |
| 1                      | Blast Premier: Fall Finals 2021           | Копенгаген, Данія       | 24 листопада — 28 листопада 2021 |
| 1                      | Blast Premier: World Final 2021           | Копенгаген, Данія       | 14 грудня — 19 грудня 2021       |
| 2                      | PGL Major Antwerp 2022                    | Антверпен, Бельгія      | 9 травня — 22 травня 2021        |
| 1                      | BLAST Premier: Spring Finals 2022         | Лісабон, Португалія     | 15 червня — 19 червня 2021       |
| 2                      | IEM Cologne 2022                          | Кельн, Німеччина        | 7 липня — 17 липня 2022          |
| 3                      | IEM Katowice 2023                         | Катовиці, Польща        | 4 лютого — 12 лютого 2023        |

## Власні нагороди та відзнаки

### Рейтинги
- «Топ-20 кращих гравців року» за версією порталу HLTV: 4-й (2016)[23], 8-й (2017)[29], 1-й (2018)[65], 2-й (2019)[66], 2-й (2020)[67], 1-й (2021)[68], 1-й (2022)[69], 7-й (2023)[70].
- 29 грудня 2016 року портал Red Bull назвав Олександра «s1mple» Костилєва найкращим гравцем 2016 року. В опитуванні взяли участь понад 77 000 осіб, 41 % з яких віддав голос за Костилєва[71].

### MVP
- ESL One New York 2016
- DreamHack Winter 2017
- StarSeries Season 4, 2018
- StarSeries Season 5, 2018
- ESL One Cologne 2018
- Dreamhack Masters Marseille 2018
- CS:GO Asia Championships 2018
- BLAST Pro Series Copenhagen 2018[72]
- StarSeries Season 7, 2019
- IEM Katowice 2020
- ESL Pro League Season 12: Europe 2020
- BLAST Premier: Global Final 2020
- DreamHack Masters Spring 2021
- Starladder CIS RMR 2021
- IEM Cologne 2021
- ESL Pro League Season 14 2021
- PGL Major Stockholm 2021
- Blast Premier: World Final 2021
- BLAST Premier: Spring Finals 2022
- IEM Cologne 2022

### EVP
- FACEIT Major: London 2018[73]
- MLG Major Championship: Columbus, 2016
- ESL One Cologne 2016
- IEM Katowice 2019

### Інші нагороди
- 11 січня 2017 року Олександр Костилєв став переможцем в номінації «Момент року» за версією ESPN Esports Awards[74].
- 3 вересня 2018 року, за підсумками голосування Stockholm International Esports Awards, Костилєв отримав звання «Гравець року»[75].
- 12 листопада 2018 року, на церемонії вручення премії за головні досягнення в галузі кіберспорту Esports Awards, отримав премію «Кіберспортсмен року на PC»[76].
- 20 січня 2019 року став отримав звання кращого гравця у світі за 2018 рік за версією HLTV[2].
- 19 січня 2018 року, за результатами голосування учасників FACEIT Pro League, отримав найпрестижніше звання «Гравець року 2017».

### Рекорди
- 30 квітня 2018 року s1mple став першим в історії гри гравцем, рейтинг якого був вище 1.50 на трьох чемпіонатах. Під час аналізу статистики HLTV розглядали тільки великі чемпіонати й брали до уваги гравців, які зіграли щонайменше на 5 мапах під час турніру.
- 8 листопада 2018 року Олександр Костилєв став першим гравцем в історії Counter-Strike, якому вдалося за рік протягом ігор на 137 мапах досягти різниці між вбивствами і смертями +1000. Попереднім рекордсменом цієї номінації був Марсело «coldzera» Давид із значенням +768 за підсумками 2017 року.